# Edició de llibres
L'edició és el procés de producció i publicació d'obres; sovint és sinònim d'indústria editorial. En aquesta accepció concreta, el mot català edició equival a l'anglès publishing, a l'espanyol edición, al francès édition, a l'italià editoria i al portuguès editoração.
Per norma general, l'edició fa referència a la creació i distribució de treballs impresos, com ara llibres, revistes o diaris. Tot i així, el desenvolupament de nous sistemes digitals d'informació han ampliat en gran manera l'abast de l'edició com a activitat comercial. Quan parlem de recursos electrònics, però, parlem d'edició digital. També en aquest cas es tracta de la creació i publicació de llibres i diaris, a més de webs, blogs, jocs i productes semblants.
L'edició inclou diverses etapes: desenvolupament de continguts, negociació de drets, traducció (si escau), correcció d'estil, composició, correcció de galerades i compaginades, disseny gràfic, tipografia, producció, impressió (o l'equivalent electrònic), venda i distribució.
En català tradicionalment es confon el terme «edició de llibres» amb la publicació mateixa dels llibres i diaris.
En la cultura anglosaxona sí existeix una clara diferència entre edició (edition) i publicació (publishing). Amb l'adveniment dels ordinadors digitals, l'edició s'ha estès a nous escenaris com al món d'Internet, expandint-se a versions més modernes de l'escriptura com ara llocs web, blogs i similars.
També es denomina «edició» (de l'anglès edition: ‘correcció’) a l'acte mitjançant el qual es modifica una obra.
Una obra divulgada prèviament en format de llibre pot tornar a editar-se si així es desitja. Estrictament parlant, si es torna a imprimir o divulgar aquesta obra sense canvis, es denomina reimpressió; si, per contra, sofreix algun tipus de modificació substancial, com a ampliacions, revisions, correccions, supressions, afegits o una altra modificació qualsevol, es denomina nova edició o reedició, agregant el nombre oportú (primera, segona, tercera edició). Si les diferències són mínimes i no substancials, se'ls denomina diferències d'estat.
En l'edició antiga, una mateixa edició podia comptar amb diferències significatives entre un tiratge i les que li seguien, que es devien a advertiments de l'impressor o de l'autor d'errors o a altres desitjos dels implicats en l'edició (per exemple, dedicar part de l'edició a un personatge, per la qual cosa s'havia d'encapçalar un nombre dels exemplars amb una dedicatòria diferent) durant el mateix procés d'impressió de l'obra.
L'art de preparar una obra aliena per a la seva publicació, a partir de versions o manuscrits alternatius i no totalment coincidents, es diu ecdòtica. Es considera part de la filologia i dins d'aquesta del camp de la crítica textual.

## Tipus d'edició
Una vegada que l'editor ha pres la decisió de divulgar un determinat text, es presenten davant ell diverses possibilitats o tipus d'edició. Aquests són alguns dels més comuns:
- Edició acèfala: també cridada edició sense cap, és aquella que no té portada ni títol.
- Edició anotada: Denominada com a edició comentada, ja que sol portar comentaris a peu de pàgina o als espais existents entre les vores.
- Edició artística: Es tracta d'aquella en la qual es posa l'accent en l'expressió artística de l'enquadernació o en la composició del llibre.
- Edició de bibliòfil: Generalment és l'edició dedicada o benvolguda per bibliòfils o per a un grup selecte de subscriptors, es caracteritza per tenir una tiratge petita.
- Edició de butxaca: Solen ser de format reduït i de cost de producció econòmic, per regla general, al contrari que les edicions per bibliòfils, solen tenir tiratges grans.
- Edició crítica: En sentit ampli, és aquella que es planteja els problemes previs a l'edició d'una obra (recerca de fonts, selecció d'exemplars, selecció i establiment d'un text, etc.), i fa partícip al lector de les decisions preses durant el procés d'edició; en sentit estricte, es denomina "edició crítica" a la qual segueix el mètode neolachmanià, basat en les tècniques de Karl Lachmann per a l'establiment d'un text ideal, el més proper possible a la intenció original de l'autor, mitjançant l'acaro de les diverses versions d'un text.
- Edició especial: Dins d'un tiratge normal, es treuen alguns exemplars que es diferencien dels altres en alguna particularitat especial que desitgi l'editor, com pot ser una signatura de l'autor o una millora en la qualitat.
- Edició facsímil: És aquella que reprodueix la imatge (fotogràfica o escanejada) del text tal com l'editor l'ha trobat. És una opció comuna sobretot en el cas de textos antics, còdexs il·luminats, manuscrits o obres especialment valuoses. Pot reproduir el text, els materials de l'enquadernació o tots dos.
- Edició genètica: És la que mostra, simultàniament, diversos o tots els estadis en els quals s'ha presentat un text durant el seu procés de creació i transmissió (per exemple, l'esborrany d'un poema, la seva primera edició, la seva segona edició corregida, una edició modificada per a una antologia, etc.)
- Edició de luxe: Caracteritzada per l'alta qualitat dels materials emprats en l'elaboració de l'edició, com pot ser el paper, enquadernació, etc.
- Edició múltiple o edició sinòptica: és aquella que mostra diversos textos en paral·lel. Aquests textos poden ser traduccions uns d'uns altres (el cas més freqüent és el de les edicions sinòptiques de la Bíblia), o bé versions diferents d'un mateix text o textos diferents que es pretén presentar en paral·lel.
- Edició numerada: Generalment aquelles edicions amb impressió de gravats sol anar numerada, de tal forma que les numeracions més baixes solen ser més benvolgudes que les de major numeració.
- Edició paleogràfica: És la que, sense reproduir el text en forma d'imatge, intenta descriure-ho amb la major exactitud possible, donant al lector informació exhaustiva sobre les grafies, les abreviatures, els marginalia, els accidents del text, etc.
- Edició en paper: Sol ser una edició barata en la qual els plecs de paper una vegada enquadernats i impresos no ha estat enquadernada.
- Edició príncep: Es denomina així a la primera edició d'una obra.
- Edició en branca: Sol denominar-se així a l'edició que ha estat impresa, plegada, però que no té encara una enquadernació.
- Edició abreujada: La que s'ha compendiat de l'original per adequar a una categoria d'usuaris. Per exemple, una edició per a escolars de El món és ample i aliè.
- Edició apòcrifa: Aquella el contingut de la qual o atribució són de dubtosa autenticitat. Exemple: la segona part de El Quixot.
- Edició bilingüe: La que es redacta en dos idiomes a dues columnes. L'idioma A en pàgina parell i idioma B en pàgina imparell. Exemple: Anàlisi matemàtica de Protter.
- Edició commemorativa: La que s'edita en complir algun aniversari significatiu de l'obra en si o de l'autor. Exemple: La Col·lecció pel Sesquicentenari de la Independència del Perú.
- Edició definitiva: La que segueix a una prèvia que rep comentaris o observacions. Exemple: Introducció a l'àlgebra de Cotlar-Sadoski, Eudeba.
- Edició il·lustrada: Porta comentaris gràfics i il·lustracions. Exemple: Enciclopèdia il·lustrada del Perú de Taure del Pi.
- Edició amb manuscrit d'autor: Per a això l'autor escriu de puny i lletra i aquest material s'imprimeix. Exemple: Teoria de la mesura de Mauro Chumpitaz de la UNI, Lima.
- Edició massiva: La que s'imprimeix per a molt públic. Exemple: els popullibres de Manuel Scorza en els anys cinquanta del segle xx.
- Edició mimeografiada: L'escrita a màquina que es reprodueix processant amb mimeògraf. Generalment es tracta de textos de cursos o de seminaris.
- Edició oficial: Autoritzada per un Estat que sufraga els costos. Exemple: els llibres de text escolar i de distribució gratuïta.
- Edició prèvia: La que surt a manera de prova, per ser millorada amb intervenció d'interessats i d'experts.
- Edició privada: La que no es posa en venda, de petit tiratge i lliuraments selectius.
- Edició políglota: Impresa en diversos idiomes. Exemple: els diccionaris* per al cas, el Diccionari comparatiu de castellà, anglès, quítxues d'Áncash i Equador.
- Autoedició: La que sufraga el mateix autor. Exemple: la que mana directament l'escriptor a impremta, a través de plataformes digitals d'autopublicació o mitjançant editorials d'autoedició cuidada.
- Edició popular: Edició de baix cost i amb materials de baix cost. Exemple: les que afavoreixen els diaris de circulació nacional.[2]

## Processos de l'edició del llibre
És un procés compost de diverses etapes, que van des de la creació del llibre per part de l'autor fins a la seva impressió. Els passos són els següents:
- Recepció de manuscrits (lliurament de l'original).
- Dictaminació (avaluació editorial).
- Acceptació d'original i contractació.
- Edició de l'original.
- Correcció d'estil.
- Disseny gràfic.
- Composició.
- Correcció ortotipogràfica.
- Art final.
- Prepremsa.
- Impressió.
- Enquadernació i acabats.

### Recepció de manuscrits (lliurament de l'original)
Tot procés editorial s'inicia quan l'autor lliura un text original al «consell editorial» o l'editor d'una publicació, amb la finalitat de que l'obra sigui avaluada i es decideixi si pugues o no publicar-se. L'original és el material que va a servir de base per al futur llibre.
L'original pot ser presentat per un autor en l'editorial, o l'editorial pot demanar l'elaboració de l'original a un o diversos autors (per encàrrec).

### Dictaminació (o avaluació editorial)
Aquesta part consisteix bàsicament en una anàlisi de la factibilitat editorial. Per a això, es tenen en compte criteris com els següents:
- Determinar si l'original lliurat té el nivell d'elaboració adequat (és a dir, si és un llibre «ben fet»).
- Determinar si l'original compleix a cabalitat amb les funcions per les quals va ser concebut.
- Determinar, a través d'una anàlisi dels costos, si la fabricació del llibre és factible.

Aquesta part culmina quan la comissió accepta o rebutja la publicació del llibre. També pot donar-se el cas, molt comú, que la comissió retorni l'original a l'autor amb la finalitat de que el reelabore, ho ampliï o li faci les correccions necessàries. En tal cas, l'obra no es publica fins que aquest procés es realitzi.

### Acceptació d'original i contractació
En aquesta etapa l'editorial també tindrà en compte si l'original de l'autor està emmarcat dins dels anomenats drets d'autor.
Aquests drets varien segons el país en el qual es trobi l'editorial o l'editor.
Si l'original no s'enquadra dins del que preveuen les lleis de propietat intel·lectual, és a dir, falta a la llei, és possible que la publicació no es completi i quedi a voluntat de l'autor la seva modificació o no de l'obra.

### Edició de l'original
Procés de formació del llibre a partir de la selecció de textos i altres continguts per oferir-ho després de la seva producció al lector.

### Correcció d'estil
La correcció d'estil va més enllà de la lectura i les falles ortogràfiques, per contra, corregir és revisar a fons i analitzar el document que es va a publicar. Implica parar esment per detectar i esmenar possibles errors, millorar la redacció d'idees confuses, així com advertir a l'autor d'incongruències en el contingut. Aquest procés no ha d'alterar l'estil de l'escriptor sinó afavorir la comunicació entre est i el lector.

### Disseny gràfic

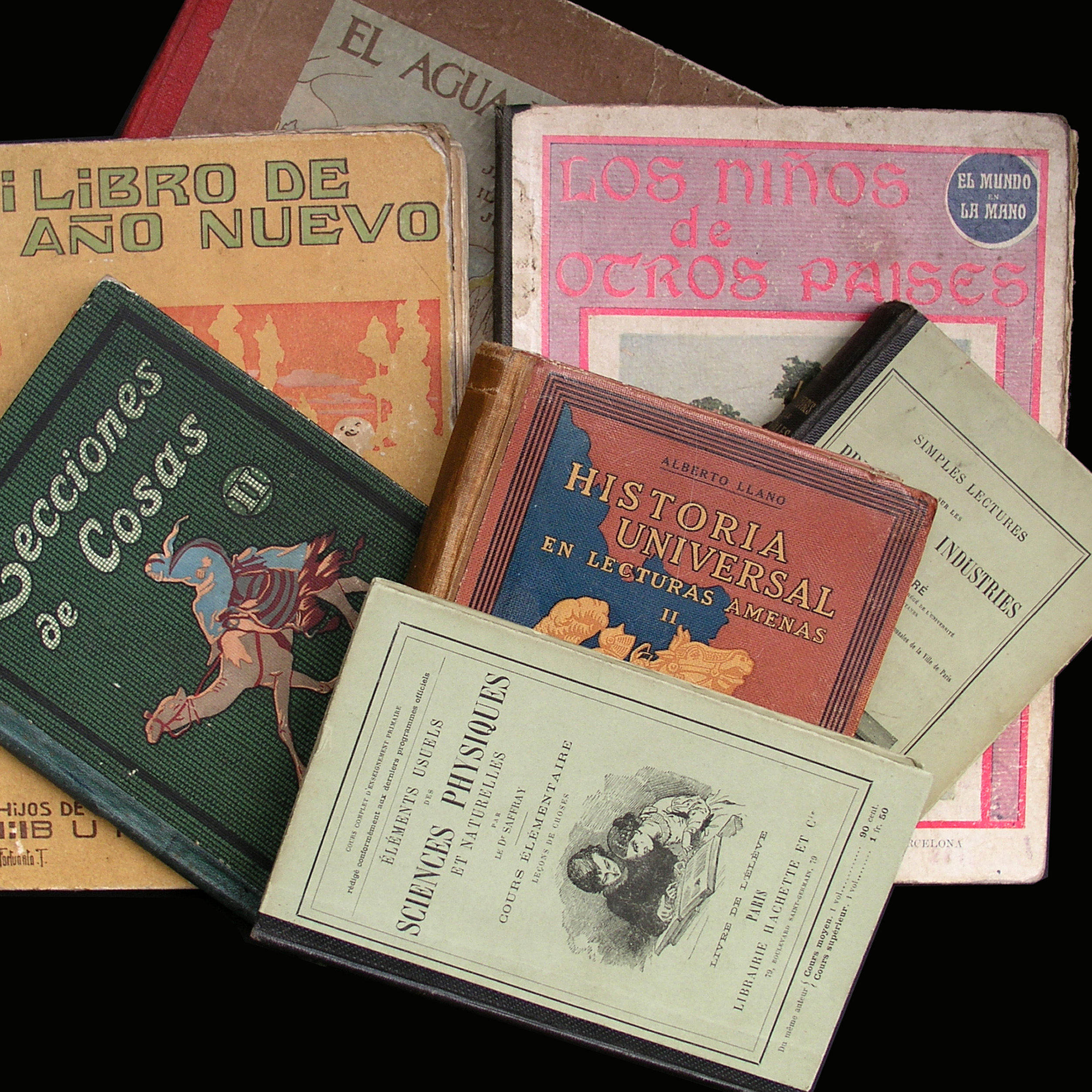
Llibres antics.

Expressat amb més detalls, és el mitjà pel qual, mitjançant programes gràfics de disseny i/o maquetació (com Microsoft Word, LibreOffice Writer o més avançats com Corel Ventura, Adobe InDesign, QuarkXPress o Scribus que a més és programari lliure), s'estableixen (en una preimpressió) les característiques físiques que tindrà la publicació, com el format de pàgina, família i jerarquia tipogràfiques, grilla, paleta de color, ubicació de gràfics i il·lustracions, quins tipus de papers i cartolines s'usaran, etc., el resultat de les quals és un dummy de la publicació. Per a aquesta tasca, sobretot en l'àmbit acadèmic de les ciències exactes (encara que el seu ús no es limita solament a aquests àmbits), també s'utilitza LaTeX, un sistema de composició de textos WYSIWYM, lliure i multiplataforma.

### Composició
La diagramació o composició és la posada en pàgina de l'obra. En aquest procés es conformen les pàgines mestres (layouts) a partir d'un reticle predeterminat. És el procés que forma part del període de preimpressió, és a dir, abans d'imprimir el tiratge, on se li donarà forma gràfica final al text i a les imatges que conformen l'obra.
Les anomenades «arts finals» són considerades dins d'aquest mateix procés on s'agreguen els últims detalls artístics abans de la impressió/materialització de l'obra.

### Correcció ortotipogràfica
En aquesta etapa no solament es verifica l'ortografia i la puntuació a les pàgines ja dissenyades, també s'uniformen penjats, es corregeixen carrers, carrerons, vídues, òrfenes i rosaris; s'uniforma l'interlineat i l'interlletratge, i es revisa la paginació. Quan l'obra està il·lustrada o conté gràfics, també es revisa la correcta seqüència d'aquests, conceptes tot ells relacionats amb la ortotipografia, "el conjunt d'usos i convencions amb les quals es regeix en cada llengua l'escriptura per mitjà d'elements tipogràfics".

## Traducció
És freqüent la circulació de obres traduïdes; sobre aquest tema, nombrosos traductors literaris s'han destacat.
Si es tracta de grups editorials amb presència mundial, és comuna que les obres siguin traduïdes a diversos idiomes per un equip de traductors. No obstant això, s'ha assenyalat una deterioració de la qualitat dels textos traduïts i la necessitat de realitzar traduccions amb esperit crític (per exemple, segons lineaments del traductor Antoine Berman) i respecte al valor intel·lectual dels seus productes.